# Martin Pollack
Martin Pollack (ur. 23 maja 1944 w Bad Hall, zm. 17 stycznia 2025) – austriacki pisarz, dziennikarz, tłumacz i promotor literatury polskiej.

## Życiorys
Martin Pollack był synem zbrodniarza wojennego SS-Sturmbannführera Gerharda Basta. Ojciec pochodził z terenów zamieszkanych przez Słoweńców i ludność niemieckojęzyczną. Po studiach w Grazu wstąpił do gestapo, do SS i do SD. Służył m.in. w Linzu, w Münster, w Polsce i na Słowacji. 14 kwietnia 1945 wszedł w związek małżeński, którego owocem był Martin. W 1947 został zamordowany na tle rabunkowym przy próbie przejścia przez granicę w Południowym Tyrolu.
Pollack uczęszczając do gimnazjum, uczył się jednocześnie stolarstwa i zdał egzamin czeladniczy. Następnie studiował slawistykę i historię Europy Wschodniej na Uniwersytecie Wiedeńskim, Uniwersytecie Warszawskim oraz na różnych uniwersytetach jugosłowiańskich. Podczas studiów pracował już jako tłumacz i dziennikarz.
W latach 1980–1981 władze PRL nałożyły na niego zakaz wjazdu do Polski.
W 1987 Pollack rozpoczął pracę w niemieckim tygodniku „Der Spiegel”, pisał dla niego korespondencje z Wiednia i Warszawy. Równocześnie publikował eseje i tłumaczenia polskich tekstów. Od 1998 był wolnym strzelcem.
Zaangażował się w dialog kulturalny pomiędzy Polską a krajami niemieckojęzycznymi poprzez pracę dziennikarską i tłumaczenie literatury polskiej na język niemiecki. Przełożył m.in. książki Andrzeja Bobkowskiego, Ryszarda Kapuścińskiego, Mariusza Wilka i Wilhelma Dichtera.
Był także autorem wielu książek na temat historii Europy Środkowej i Wschodniej, również w kontekście relacji pomiędzy grupami narodowościowymi i etnicznymi, z uwzględnieniem relacji niemiecko-polskich. W 2007, za książkę Śmierć w bunkrze. Opowieść o moim ojcu, otrzymał nagrodę Nagrodę Literacką Europy Środkowej „Angelus” (za tę książkę otrzymał również Nagrodę Buch Preis 2005). W powieści tej autor przedstawia historię swojej rodziny, koncentrując się na niechlubnej działalności swego ojca – oficera SS i zbrodniarza wojennego Gerharda Basta w czasie II wojny światowej.
W tym samym roku dostał Nagrodę im. Karla Dedeciusa (dla najlepszego niemieckiego tłumacza literatury polskiej). Za zasługi w promowaniu kultury polskiej, w 2011 otrzymał Złotą Sowę Polonii. W 2016 został laureatem Nagrody Translatorskiej dla Tłumaczy Ryszarda Kapuścińskiego za całokształt twórczości translatorskiej.
W 2017 uhonorowany został Nagrodą Dialogu (Dialog-Preis), a w 2021 Nagrodą Vaclava Buriana za wkład w dialog środkowoeuropejski. W 2022 został na 3 lata przewodniczącym jury Literackiej Nagrody Europy Środkowej „Angelus”.
Przed śmiercią mieszkał w Wiedniu oraz Stegersbach w Burgenlandzie.

## Publikacje

### Książki
- Nach Galizien – von Chassiden, Huzulen, Polen und Ruthenern. Eine imaginäre Reise durch die verschwundene Welt Ostgaliziens und der Bukowina, Edition Christian Brandstatter, Wien 1984
- Po Galicji. O chasydach, Hucułach, Polakach i Rusinach. Imaginacyjna podróż po Galicji Wschodniej i Bukowinie, czyli wyprawa w świat, którego nie ma, przeł, Andrzej Kopacki, Borussia, Olsztyn 2000, ISBN 978-83-913377-7-6.
- Des Lebens Lauf. Jüdische Familienbilder aus Zwischeneuropa, Edition Christian Brandstatter, Wien 1987, ISBN 978-38-5447-198-1.
- Das reiche Land der armen Leute. Literarische Wanderungen durch Galizien, Verlag Jugend und Volk, Wien 1992, ISBN 978-32-2417-636-2 (z Karl-Markusem Gaußem)
- Śmierć w bunkrze. Opowieść o moim ojcu, przeł. Andrzej Kopacki, Wydawnictwo Czarne, Wołowiec 2006, ISBN 83-89755-41-6.
- Sarmackie krajobrazy, Wydawnictwo Czarne, Wołowiec 2006, ISBN 83-89755-56-4 (praca zbiorowa)
- Von Minsk nach Manhattan – polnische Reportagen, Paul Zsolnay Verlag, Wien 2006, ISBN 978-3552053717 (praca zbiorowa)
- Ojcobójca – przypadek Filipa Halsmanna, przeł. Andrzej Kopacki, Wydawnictwo Czarne, Wołowiec 2005, ISBN 978-83-7536-059-2.
- Dlaczego rozstrzelali Stanisławów, przeł. Andrzej Kopacki, Wydawnictwo Czarne, Wołowiec 2009, ISBN 978-83-7536-071-4.
- Cesarz Ameryki. Wielka ucieczka z Galicji przeł. Karolina Niedenthal, Wydawnictwo Czarne, Wołowiec 2011, ISBN 978-83-7536-283-1.
- Pogromca wilków. Trzy duety literackie, przeł. Karolina Niedenthal, Wydawnictwo Czarne, Wołowiec 2012, ISBN 978-83-7536-465-1.
- Skażone krajobrazy, przeł. Karolina Niedenthal, Wydawnictwo Czarne, Wołowiec 2014, ISBN 978-83-7536-872-7.
- Topografia pamięci, przeł. Karolina Niedenthal, Wydawnictwo Czarne, Wołowiec 2017, ISBN 978-83-8049-426-8.
- Kobieta bez grobu: Historia mojej ciotki, przeł. Karolina Niedenthal, Wydawnictwo Czarne, Wołowiec 2020, ISBN 978-83-8191-018-7.

### Inne
- Autor posłowia do niemieckiego tłumaczenia zbioru reportaży Mariusza Szczygła Gottland
- Autor artykułu w numerze 44 kwartalnika Herito wydawanego przez Muzeum Sztuki Współczesnej MOCAK w Krakowie

## Nagrody i odznaczenia
- 2003 Krzyż Kawalerski Orderu Zasługi Rzeczypospolitej Polskiej[13]
- 2007 Literacka Nagroda Europy Środkowej Angelus[5]
- 2007 Nagroda im. Karla Dedeciusa[7]
- 2011 Złota Sowa Polonii[8]
- 2016 Nagroda Translatorska dla Tłumaczy Ryszarda Kapuścińskiego[9]
- 2017 Nagroda Dialogu (Dialog-Preis)[10]
- 2021 Nagroda Václava Buriana[11]
- 2021 Medal Wdzięczności[3]